# Amphisbaena medemi
Amphisbaena medemi este o specie de reptile din genul Amphisbaena, familia Amphisbaenidae, ordinul Squamata, descrisă de Carl Gans și Mathers 1977. Conform Catalogue of Life specia Amphisbaena medemi nu are subspecii cunoscute.